# Podë
Podë – wieś położona w południowo-wschodniej części Albanii w gminie Qendër Leskovik. Wieś znajduje się 138 kilometrów od stolicy państwa, Tirany.